# Televisão de Moçambique
Televisão de Moçambique (TVM) (en español: Televisión de Mozambique) es el canal nacional de televisión en Mozambique. Sus oficinas centrales y estudios se encuentran en la capital, Maputo. TVM recibe el 60% de su financiamiento desde el gobierno, mientras que el 40% restante proviene de la publicidad y otras fuentes comerciales.

## Historia

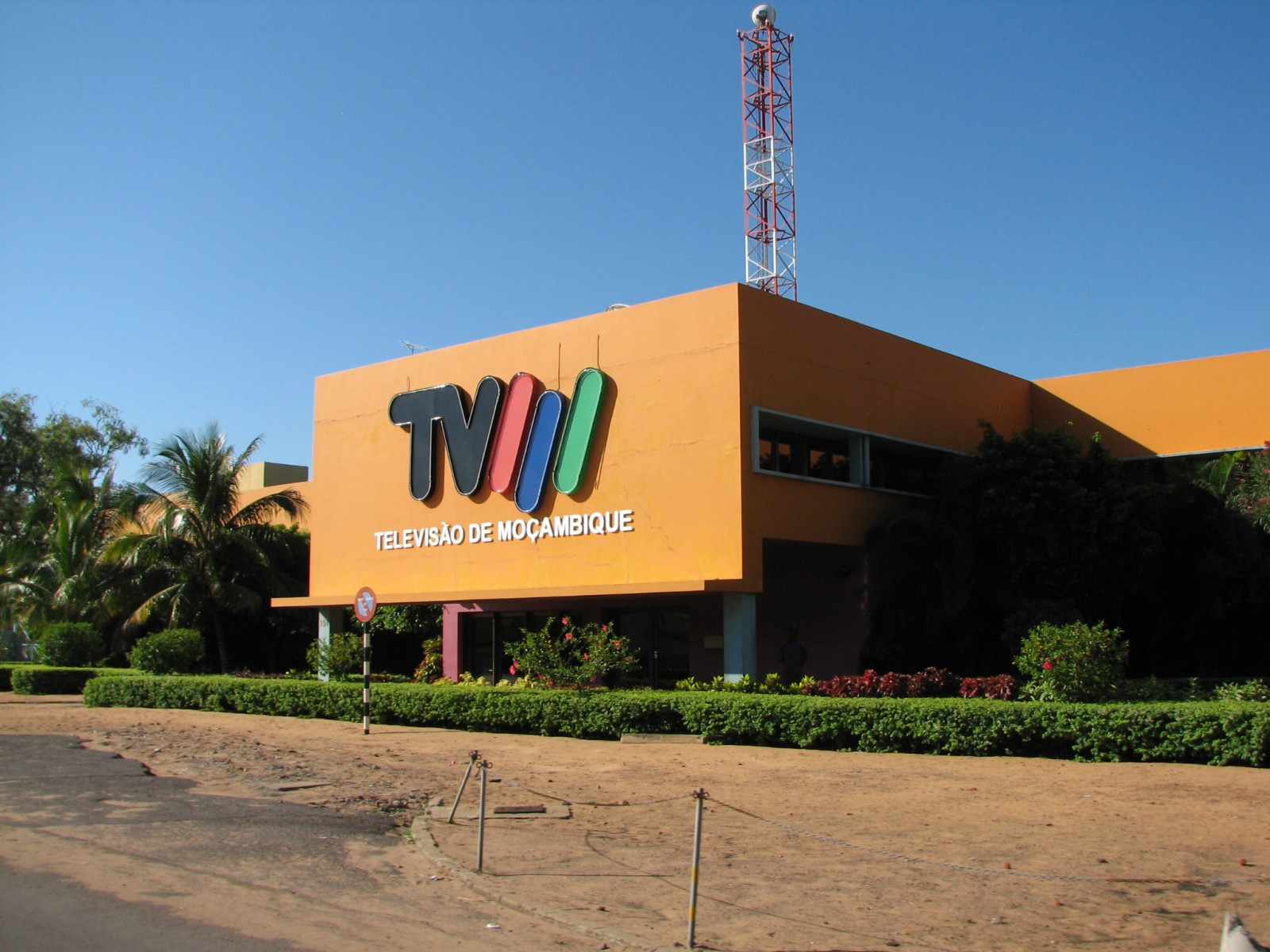
Estudios de TVM en Maputo.

Las primeras imágenes de televisión vistas en Mozambique ocurrieron en 1979, durante la Feria Internacional de Maputo. Sin embargo, el 3 de febrero de 1981 ocurre la creación del primer canal de televisión mozambiqueño: Televisão Experimental de Moçambique. Este canal inicialmente transmitía sólo los domingos, y su principal programación consistía en noticieros y reportajes producidos en los cinco días anteriores.
En los años siguientes, el número de días de emisión fue aumentando, llegando a emitir cinco horas diarias en 1991. Es en ese contexto que el 16 de junio de ese año es creado Televisão de Moçambique mediante un decreto gubernamental.
En abril de 1992, TVM inaugura una delegación en Beira, mientras que en septiembre de 1994 inaugura otra en Nampula. Posteriormente abriría oficinas locales en Quelimane y Pemba.
El 25 de junio de 1999, Televisão de Moçambique inaugura sus transmisiones satelitales, con lo cual logra cobertura nacional, así como también cobertura en gran parte de África y algunos sectores de Europa. En la actualidad, TVM posee repetidoras en Montepuez (Cabo Delgado), Alto Molócuè, Mocuba, Milange y Morrumbala (Zambezia), Manica y Mambone (Inhambane), Chokwé (Gaza) y Magude (Maputo).